# Idées noires
Idées noires (Pensaments foscos) és una col·lecció de tires de còmic d'humor negre dibuixades per André Franquin, i escrites per Franquin i Yvan Delporte. El primer pic que varen aparèixer aquestes tires fou l'any 1977, amb la breu tirada que tengué el suplement de la revista Spirou, Le Trombone illustré. Després que aquesta iniciativa fos cancel·lada, Idées noires va ser publicat a la revista Fluide Glacial, com a suggeriment de Gotlib, on va quedar com a secció fixa fins al 1983. El primer àlbum va ser publicat el 1981, i un segon volum en format de mitja pàgina mitja va ser publicat el 1984.
Així com el títol Idées noires podria suggerir, aquestes històries exploren fantasies depriments i terribles, tot dibuixat amb un ús dramàtic del negre en blanc. Suïcidis, execucions, accidents laborals, desastres ecològics i la recerca dels accidents, són alguns dels temes foscament il·lustrats en aquest treball. La sèrie contrasta exageradament amb altres tires còmiques de Franquin com Gaston Lagaffe, Spirou et Fantasio i el Marsupilami, tot i que un toc fosc sorgí en els dibuixos més tardans com amb Gaston Lagaffe a la tira per amnistia Internacional (publicat en Cauchemarrants, 1979).
Unes quantes pàgines van ser traduïdes a la revista de còmics de curta durada de Kitchen Sink, "French Ticklers" sota el títol de "Dissenys foscos".

## Publicacions
- Idées noires (1981)
- Idées noires 2 (1984, mitja pàgina (21.8x15cm)
- Idées noires, l'intégrale (2001, col·lecció completa)